# 路環小型賽車場
路環小型賽車場（又稱石排灣小型賽車場）位於澳門路環石排灣馬路，該賽車場佔地42982平方米，賽道全長1200米里，寬10至12米，用瀝青鋪設。該場地達國際B級水準，能夠舉辦一些國際性賽事，跑道內設有10個彎位，各彎位具有不同刺激程度，讓車手一展所長，感受過中的速度及難度。該賽車場目前採用Sodi娛樂小型賽車。
賽車場由澳葡政府建造，於1996年落成。在1999年6月下旬開始，賽車場由澳門旅遊娛樂有限公司屬下的澳門機動運動俱樂部接手管理。賽道曾於2003年重修，加建了防撞欄，以保障比赛安全。

## 開放時間
路環小型賽車場於以下時段開放：
- 星期一、二、三：上午10時30分至晚上6時
- 星期四、五：上午10時30分至下午4:30時
- 星期六：下午1時30分至晚上6時
- 星期日：上午10時30分至晚上6時。

## 設施

### 賽車場跑道
場內跑道由瀝青鋪設，長1200米，寬10至12米。

### 輔助設施
- 百分味餐廳
- 貴賓房
- 紀念品專門店

## 用途
- 路環小型賽車場符合國際標準，用作舉辦國際賽事的比賽賽地。
- 普通人士可以租車玩耍，收費為15分鐘180元正。
- 由中國-澳門汽車總會培訓每年澳門格蘭披治大賽車的工作人員。

## 交通配套

### 公共巴士
C650 石排灣馬路／擎天匯（Est. Seak Pai Van / Praia Park）
路線：52、55
C651 路環小型賽車場（Kartódromo de Coloane）
路線：52、55

### 輕軌
- █  石排灣線石排灣站

### 其他
- 的士
- 穿梭巴士往返外港客運碼頭

## 來源
- 澳門體育發展局 Instituto do Desporto－公共體育設施網絡－路環小型賽車場 （页面存档备份，存于）

1. ↑  . 澳門特別行政區政府體育局所有場地.   [2021-03-14]. （原始内容存档于2021-04-06） （中文）.

## 站外連結
- 至IN娛樂 （页面存档备份，存于）
- 路環小型賽車場的懾人魅力[永久]
- 路環小型賽車場的位置－利用Google Maps